# Glendora (Mississippi)
Glendora is een plaats (village) in de Amerikaanse staat Mississippi, en valt bestuurlijk gezien onder Tallahatchie County.

## Demografie
Bij de volkstelling in 2000 werd het aantal inwoners vastgesteld op 285.
In 2006 is het aantal inwoners door het United States Census Bureau geschat op 264, een daling van 21 (-7,4%).

## Geografie
Volgens het United States Census Bureau beslaat de plaats een oppervlakte van
0,4 km², geheel bestaande uit land. Glendora ligt op ongeveer 45 m boven zeeniveau.

## Plaatsen in de nabije omgeving
De onderstaande figuur toont nabijgelegen plaatsen in een straal van 24 km rond Glendora.

## Geboren
- Sonny Boy Williamson (1912-1965), bluesmuzikant